# Kirchenmalerei
Die Kirchenmalerei ist Teil der dem Christentum verpflichteten bildenden Kunst (christliche Kunst) und hat ihren Ursprung in den um das Jahr 200 entstandenen Katakombenmalereien in Rom und Neapel. „Kirchenmaler“ ist andererseits die heute übliche Bezeichnung für den kunsthandwerklich ausgerichteten Beruf des Malers und Lackierers, Fachrichtung Kirchenmalerei und Denkmalpflege.

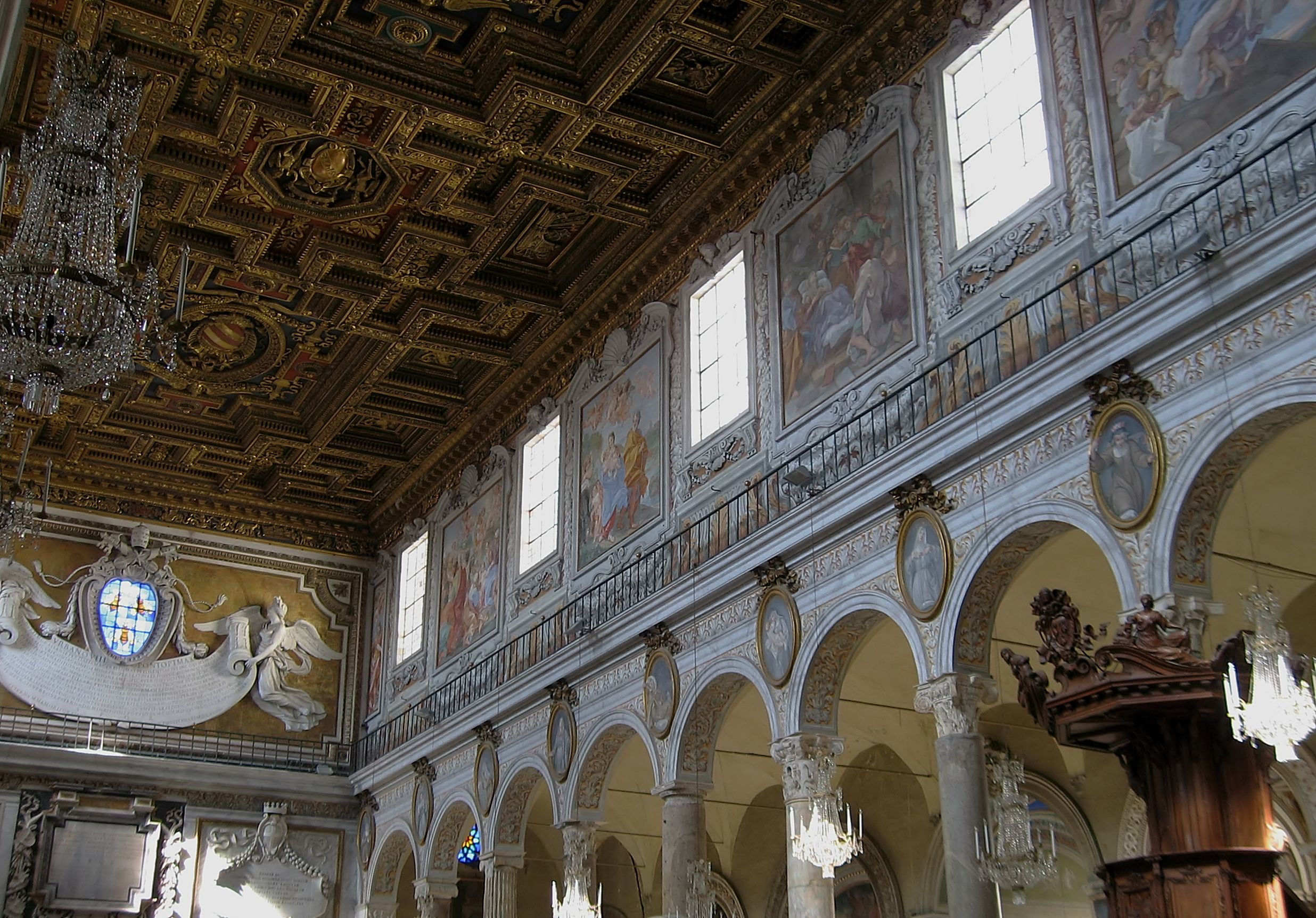
Aufwändig dekorierte Kirche Santa Maria Maggiore in Rom

## Allgemeines
Bildliche Darstellungen mit ihren von der jeweils umgebenden Kultur- und Kunstlandschaft geprägten Ausdrucksformen sind im Rahmen der Kunstgeschichte nur von ihrer Ikonographie (Inhaltsdeutung) her als christlich zu erkennen; einen eigenständigen christlichen Stil als solchen gab es nie. Die frühen Wandmalereien in Kirchenchören und Andachtskapellen waren in erster Linie Verständnishilfen für die Leseunkundigen. Im Mittelalter erweiterten sich die diesbezüglichen Ausstattungsmöglichkeiten um die christliche Tafelmalerei als Malerei auf mobilen Trägermaterialien wie Holz oder Leinwand.
Die Kirchenmalerei schließt auch das kunsthandwerkliche Dekorieren von Wänden, Decken sowie Fassaden ein. Künstler und Handwerker gestalten und formen Ornamente und Profile, bemalen Skulpturen und legen bauplastischen Schmuck farbig an. Für diese kunsthandwerkliche Seite gibt es inzwischen den Lehrberuf des Kirchenmalers.

## Die Alte Kirche
Die Theologen der Alten Kirche orientierten ihre Haltung in den ersten Jahrhunderten n. Chr. vornehmlich an dem Bilderverbot im Dekalog und standen künstlerischen Tätigkeiten, namentlich der Malerei, durchaus feindlich gegenüber. Jedoch sind in den alten christlichen Katakomben auch schon malerische Darstellungen aus dem Bereich der christlichen Tradition zu finden. Erst ab dem 4. Jahrhundert wurde der didaktische Wert der Malerei langsam anerkannt, verbunden mit dem Beginn der Heiligenbildermalerei für Kirchen und den Privatgebrauch. Gefördert wurde diese Entwicklung durch das wiedererwachende Bedürfnis der Gesellschaft nach malerischer Anschaulichkeit.

## Byzantinische Kirchenmalerei

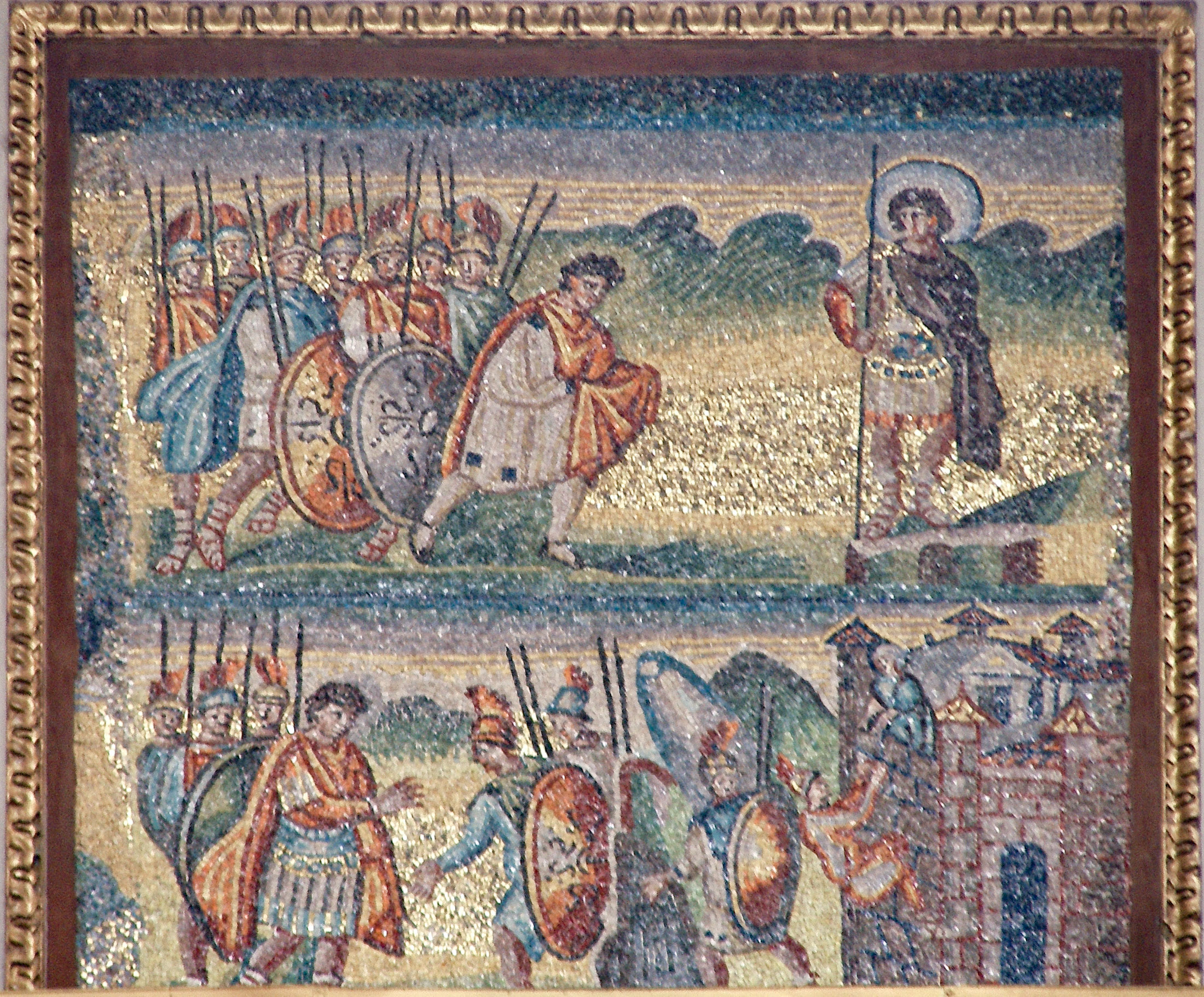
Santa Maria Maggiore – eines der frühchristlichen Mosaike über den Säulen des Mittelschiffs, um 430 n. Chr.

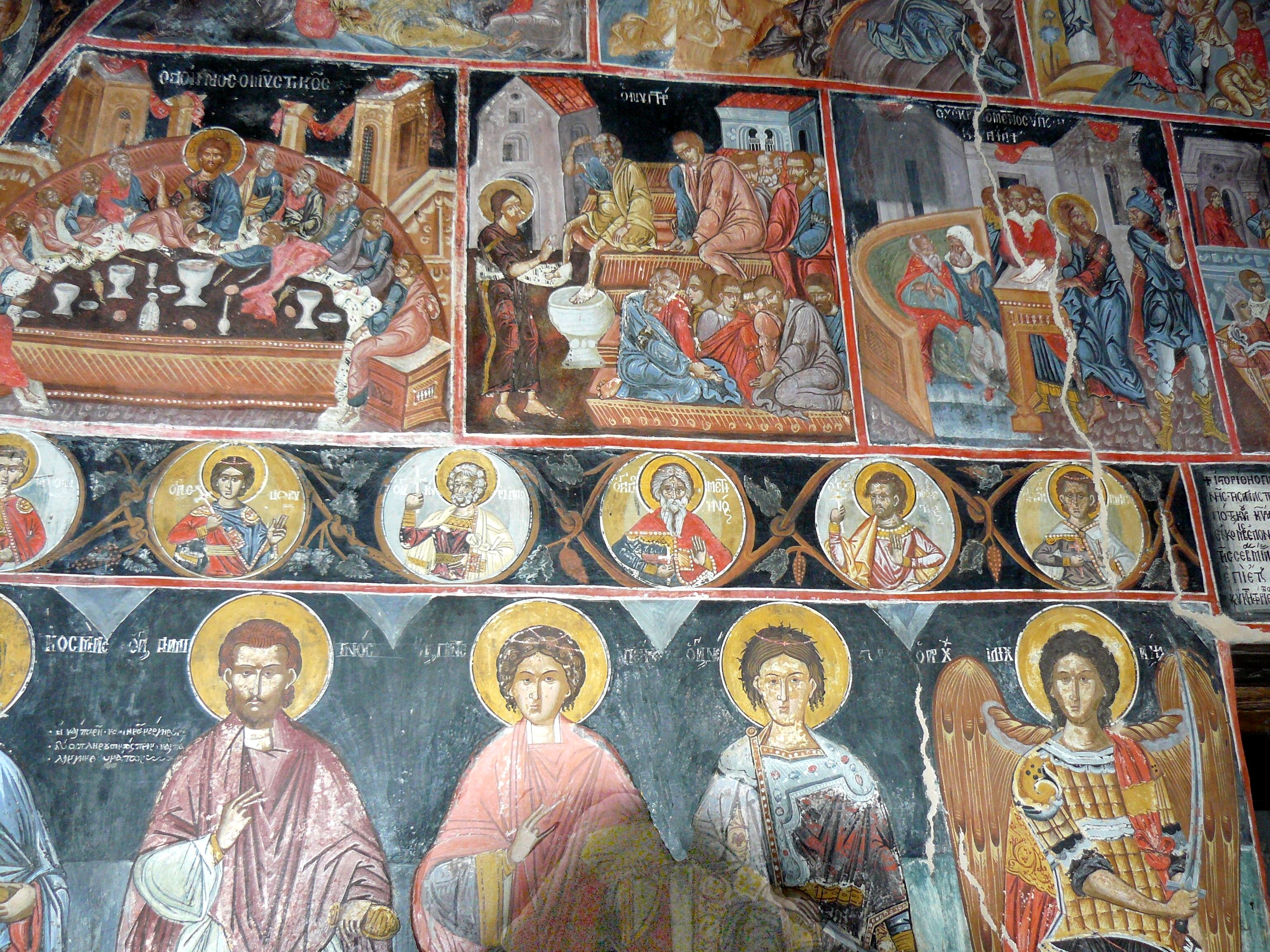
Byzantinisch beeinflusste Fresken in der Kirche des Heiligen Dreifaltigkeitsklosters in Meteora, Griechenland, um 1460

Mit der byzantinischen Kunstepoche wird die ein Zeitraum vom 4. Jahrhundert bis ins 15. Jahrhundert bezeichnet, der Dauer des byzantinischen Reichs, das im späten 4. Jahrhundert durch die Teilung des Römischen Reichs in Ost- und Westrom entstand.
Mit dem Beginn der Anerkennung des Christentums als Staatsreligion im 4. Jahrhundert diente die Malerei zur Ausschmückung der großen Basiliken; dazu gehörten Wandmalereien und Mosaiken an Wänden, Decken und in Kuppeln. Diese ersten Malereien knüpften in Stil und Technik an die Antike an, obwohl die einzelnen Motive bereits einen eigenständigen künstlerische Ausdruck aufwiesen. Zugleich begann sich bereits zu dieser Zeit ein Unterschied zwischen abendländischer (römischer) und morgenländischer (byzantinischer) Malerei herauszubilden, wobei die byzantinische Malerei den Typus der frühen christlichen Darstellungen am längsten bewahrte. Sie unterscheidet sich von der römischen Darstellungsweise dadurch, dass sie einen Goldgrund als Hintergrund bevorzugte. Die Figuren erscheinen in der byzantinischen Kunst eher „langgestreckt“, während Gestalten in der römischen Malerei „verkürzt“ dargestellt sind. Beispiel für Gestaltungen dieser Art aus dem 5. Jahrhundert finden sich z. B. in Rom in der Kirche Santa Maria Maggiore und in Ravenna.
Die weiterhin latent vorhandene Kunstfeindlichkeit führte in Byzanz im 8. Jahrhundert zum Bilderstreit. Die Künstler flüchteten nach Italien, bis das Konzil von Nicäa  von 787 und die Synode von Konstantinopel von 842 die Zulässigkeit der malerischen Darstellung heiliger Gegenstände bekräftigten. Damit wurde die orthodoxe Bilderlehre als Mittler zwischen Diesseits und Jenseits, teilhaftig am Heiligen, offiziell zum Dogma erhoben. Dabei galten die Bilder in Rom und im abendländischen Katholizismus als „Bibel der Laien“, aber nicht als verehrungswürdig; das war nur in der Volksfrömmigkeit zu finden.
Die byzantinische Malerei bewahrte bis ins 11. Jahrhundert ihre auf der überlieferten Kunstfertigkeit sowie der eigenständigen Schöpfungskraft beruhende Ausdrucksstärke. In der Folge erstarrte sie jedoch in der Auffassung der Formen in einem Schematismus. Die byzantinische Kunst strahlte in ihrer Blütezeit besonders nach Armenien und in der Folge nach Russland aus, wo sich bis heute im kirchlichen Kultus die byzantinische Tradition erhalten hat.
Sie hatte auch Auswirkungen auf die italienische Kunst; besonders in Sizilien, Unteritalien, Genua und Venedig lassen sich Spuren der byzantinischen Kunst finden. Sogar bis ins entfernte Irland zeigte die byzantinische Kunst Auswirkungen; hervorzuheben ist hier die Miniaturmalerei in Manuskripten für den kirchlichen Gebrauch, die sich in den Klöstern zu einer besonderen Kunstgattung entwickelte. Auch auf das Frankenreich, wo Karl der Große in Aachen unter dem Eindruck der byzantinischen und der antiken Kunst eine weitausstrahlende Malerschule gründete und zahlreiche Zentren der karolingischen Buchmalerei wie Saint-Amand, Fleury, Fulda, St. Gallen, Mainz, Metz, Saint-Omer, Tours, Reichenau, Reims, St-Vaast und weitere z. B. in Oberitalien entstanden, erstreckte sich ihre Wirkung. Sowohl ikonographisch als auch stilistisch ist der Einfluss byzantinischer und spätantiker Vorlagen auf die Hauptwerke der karolingischen Buchmalerei unverkennbar.

## Karolingische Malerei

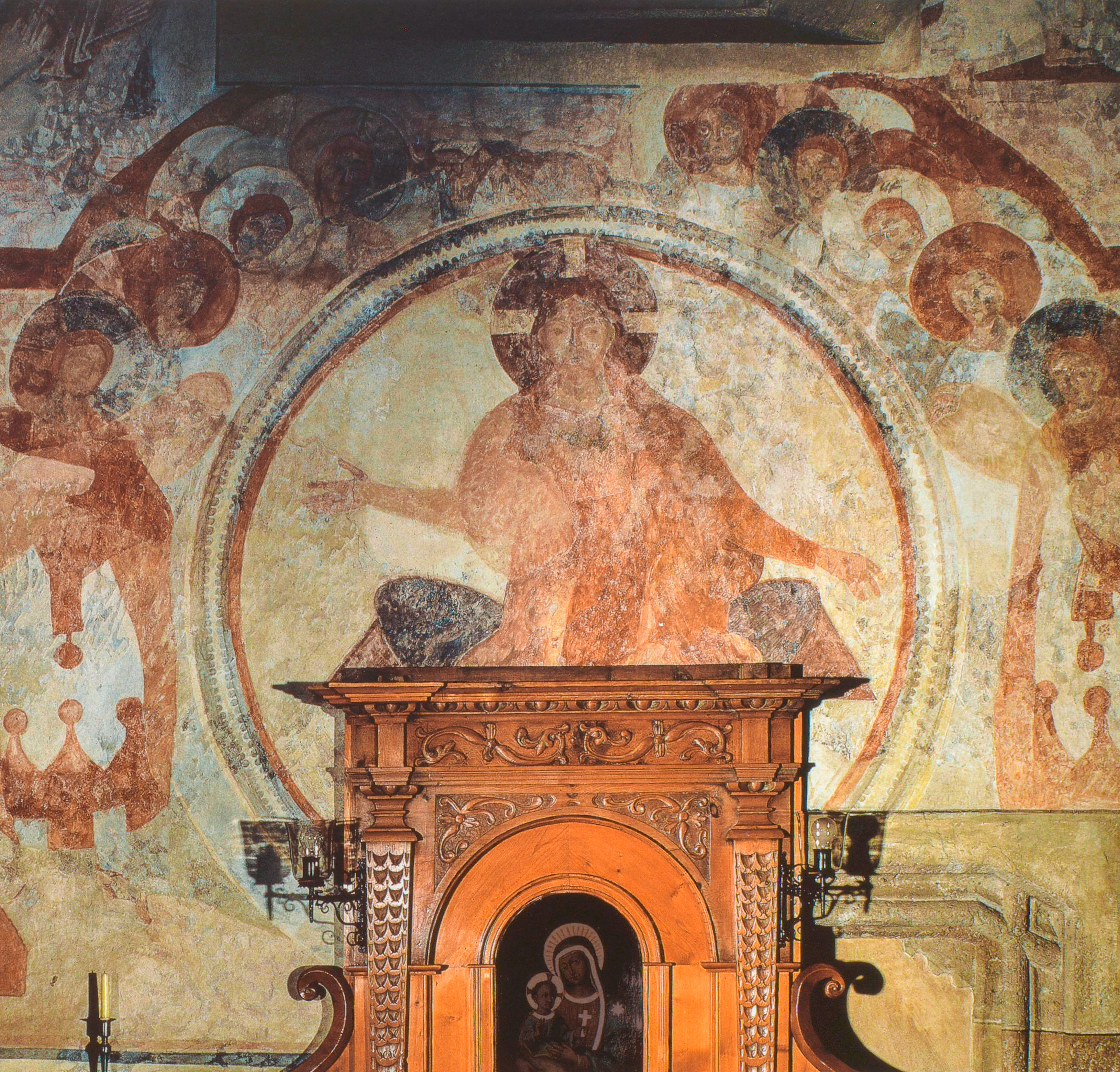
Karolingische Darstellung des Jüngsten Gerichts aus dem Benediktinerinnenkloster St. Johann

Unter dem Einfluss Alkuins, eines herausragenden Gelehrten seiner Zeit und wichtigsten Beraters Karls des Großen, entwickelte sich daraus später der sogenannte fränkische Stil. Nur spärliche Reste karolingischer Wandmalerei haben sich erhalten oder sind literarisch bezeugt, teils an den schon genannten Zentren, teils andernorts, etwa im Germigny-des-Prés (Mosaik) oder in Müstair im Kanton Graubünden. Das Weltgericht von Müstair im Benediktinerinnenkloster St. Johann ist die älteste bekannte Darstellung des Jüngsten Gerichts. Die Bilder entstanden um das Jahr 800.

## Romanischer Stil

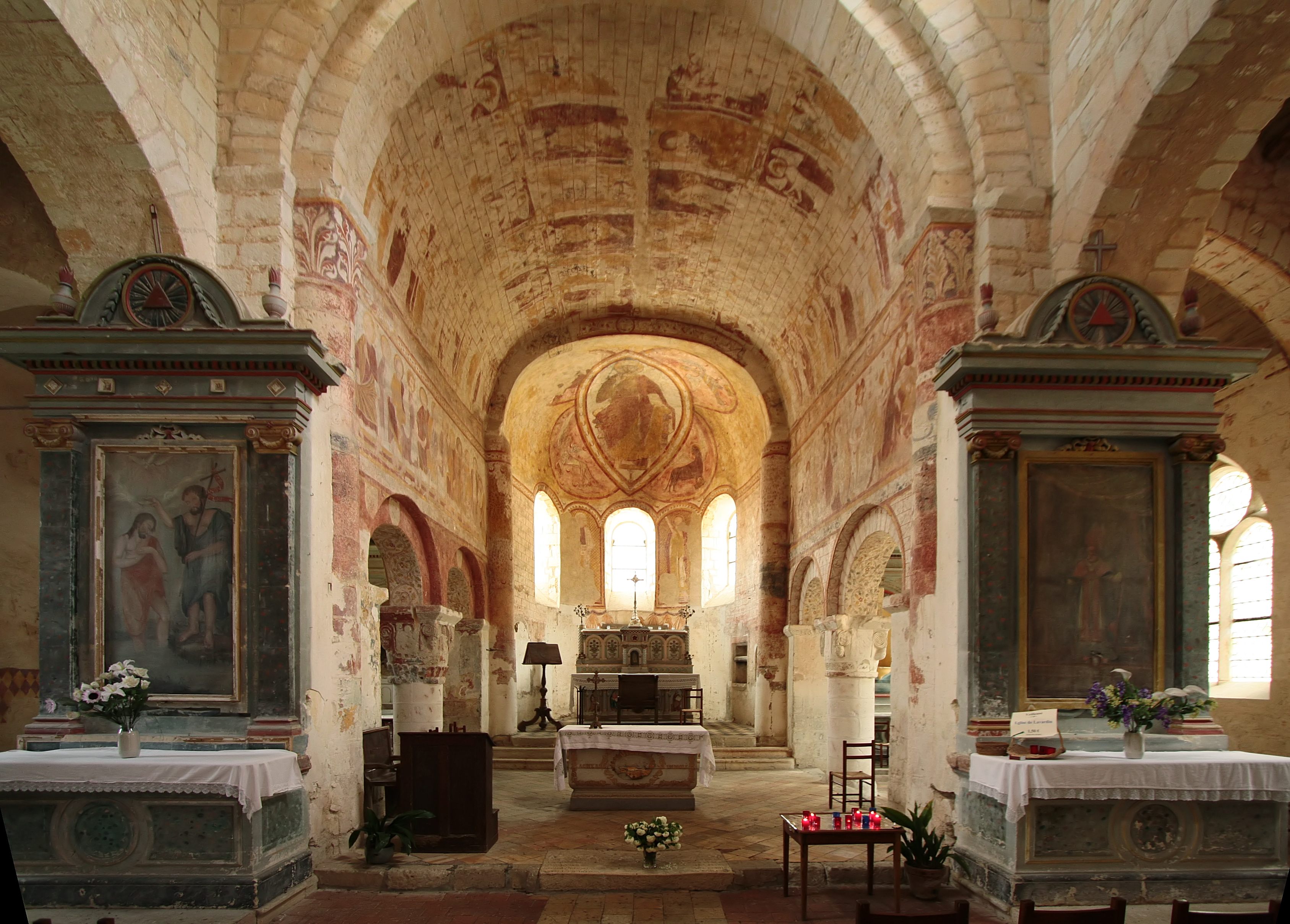
Innenraum der frühromanischen Kirche St-Genest, Lavardin (Loir-et-Cher)

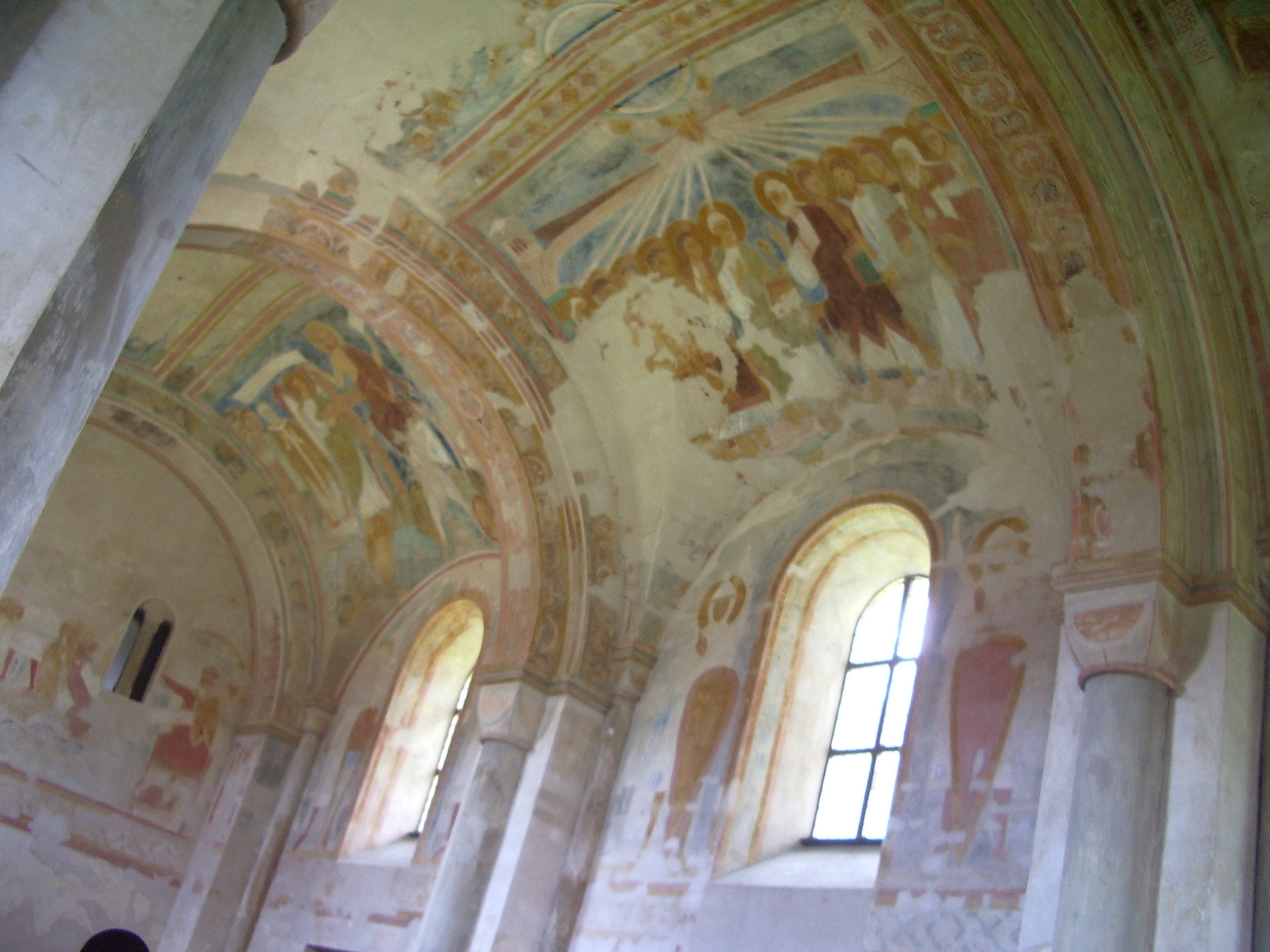
Romanische Deckenmalerei in der Sigwardskirche (Idensen) (um 1130)

Um 1000 n. Chr. entwickelte sich aus der Mischung von fränkischem Stils, antiker Anschauung und byzantinischer Strenge der romanische Stil. Der fränkische Stil breitete sich in England, Frankreich sowie Deutschland aus und zeigte sich nicht nur in Miniaturen, sondern auch in Mosaiken, Glas- und Emailmalereien sowie Teppichwirkereien.
Die italienische Malerei zeigt im beginnenden 13. Jahrhundert noch einen byzantinischen Charakter. Cimabue in Florenz (1240–1302) und der etwas spätere Duccio in Siena waren die ersten Meister, bei denen ein bedeutender Fortschritt zur Selbständigkeit der italienischen Malerei zu erkennen war. Noch weiter ging Giotto di Bondone in Florenz (1276–1337), der eigentliche Gründer der italienischen Malerei, der in Hinsicht der Freiheit und Bewegtheit der Komposition die letzte Schranke des Byzantinismus durchbrach.
Was die Malerei in den anderen Ländern betrifft, so hatte sich unter den Karolingern fast die ganze Kunsttätigkeit auf die Miniaturmalerei konzentriert, die hauptsächlich in den Klöstern geübt wurde. Erst unter Heinrich I. und den Ottonen begann neben der Miniaturmalerei auch die Wandmalerei als Fresko kultiviert zu werden, was namentlich die großen Malereien im Bamberger Dom um das Jahr 1000 belegen. Um diese Zeit wurde auch die Glasmalerei erfunden und bereicherte das Kunstschaffen. Von den verschiedenen Malerschulen der ersten Zeit ist wenig zurückgeblieben: in Niedersachsen die Wandmalereien im Braunschweiger Dom, am Rhein die Wandmalereien in der Doppelkirche in Schwarzrheindorf bei Bonn, einige Überreste im Ulmer Münster, am meisten aber in Köln, wo der Bau des Doms eine große Zahl von Künstler vereinigte.

## Reformation
Mit der Reformation, als deren Beginn allgemein Martin Luthers Herausgabe der 95 Thesen gilt, die er am 31. Oktober 1517 als Beifügung an einen Brief an den Erzbischof von Mainz und Magdeburg in Umlauf brachte, setzte ein tiefgehender Wandel in der Kunstanschauung ein. Sie beendete den bis dahin in der Malerei vorherrschenden Madonnen- und Heiligenkultus und setzte Motive aus dem Alltag und der Natur an die Stelle religiöser Inhalte. Damit bereitete sie der nun rasch aufblühenden Porträt-, Genre, Landschafts- und Stilllebenmalerei ein weites und offenes Betätigungsfeld.
Die protestantischen Kirchen nahmen hinsichtlich der Akzeptanz der Kirchenmalerei unterschiedliche Haltungen ein. Reformierte wie Zwingli, Calvin und Knox lehnten sie als Götzendienst ab. Luther sprach dagegen nicht nur den Bibelillustrationen einen Wert zu, sondern sah in den Bildern an Kirchenwänden eine Verkündigungshilfe für die geistliche Botschaft. Deshalb gibt es protestantische Kunst nur im Luthertum. Ein typisches Merkmal des lutherischen Kirchenbaus stellte die Emporenmalerei dar.
Die katholische Kirche hatte auf die Reformation mit dem Konzil von Trient in den Jahren 1545 bis 1563 reagiert, und dort die Weichen für eine Erneuerung gestellt. Im Zuge dieser Entwicklung wurden zahlreiche Kirchen, Kapellen und Klöster neu errichtet oder die bestehenden mit aufwändig verzierten Altären, Gemäldezyklen und ikonografischen Ensembles neu ausgestattet.